# Kim Myung-soon
Kim Myung-soon, född den 15 april 1964, är en sydkoreansk handbollsspelare.
Hon tog OS-guld i damernas turnering i samband med de olympiska handbollstävlingarna 1988 i Seoul.